# Флавіана Чарльз
Флавіана Бахаті Чарльз — юристка із Танзанії та виконавчий директор з питань бізнесу і прав людини Танзанії (BHRT). Вона також є активним членом Мережі африканських жінок Африканського союзу із запобігання конфліктам та медіації (FemWise-Africa).

## Життя
Флавіана Чарльз виросла сиротою в Мтандіці, Танзанія, великому селі, розташованому за 400 км на захід від Дар-ес-Салама та за 100 км на схід від Іринги, столиці району. Село збідніло. Рівень життя населення залежить від продажу цибулі перехожим на шосе. Місцевий орден римо-католицьких монахинь, сестер Терезіни, опікується розвитком початкової та профільної шкіл, лікарні, клініки та дитячим будинком. Монахині, перш за все, залежать від пожертв за кордоном.
Чарльз відвідувала торговельну школу Мтандіка завдяки грантовій спонсорській допомозі, як одна із десяти учнів, що вступили на навчання. Її виховувала сестра Барберіна Мгагала з ордену сестер Терезіни, прокторка торгової школи. Вона надає молодим дівчатам, які не змогли здобути середню освіту, кравецькі та швейні навички.
У 2002 році Чарльз здобула ступінь бакалавра права (LLB) в Університеті Дар-ес-Салама, а потім продовжила навчання на ступінь магістра з міжнародного права та прав людини в 2010 році в Університеті Ковентрі в Англії.

## Кар'єра
Після закінчення університету Флавіана Чарльз стала співробітником програми в Центрі прав людини в Танзанії. Дослідниця є співавтором публікацій про статеву рівність серед працівників видобувної галузі, дотримання прав громади на інвестиції, корпоративну соціальну відповідальність та право на чисте, здорове та безпечне середовище. Чарльз увійшла до багатьох організацій, що опікуються питаннями дотримання прав людини, в тому числі Юридичне товариство Танганьїка (Комітет безперервної юридичної освіти), Юридичне товариство Східної Африки, Африканська коаліція з корпоративної відповідальності, Асоціація юристів Танзанії та Асоціація правозахисників Танзанії. Крім того, Чарльз читає лекції в Університеті Багамойо та Юридичному факультеті Танзанії, приділяючи основну увагу питанням гендерної рівності, інвестиційних прав громади та корпоративної соціальної відповідальності.
Раніше Флавіана була президентом клубу ораторського мистецтва та очолювала Танзанійську філію міжнародної непідприємницької освітньої організації «Тостмастерс Інтернешнл», діяльність якої направляли на розвиток у її членів навичок спілкування, публічних виступів та лідерства. Також Чарльз була обрана віце-президентом Адвокатського товариства Танганьїка (TLS).
В даний час Флавіана є головою Коаліції жінок-правозахисниць у Танзанії та генеральним секретарем Африканської асоціації адвокатів (AFBA). Вона обрана редактором новинного відділу журналу «Бізнес та права людини» Cambridge University Press .
Юристка також звернула увагу на негативний вплив розробки нафти і газу на здоровя жінок та існування бідних місцевих громад. Багато в чому це викликано численними недоліками у законодавстві Танзанії, що посилюють гендерні диспропорції..